# Sideroxylon socorrense
Sideroxylon socorrense, biljna vrsta iz porodice zapotovki. Maleno je drvo koje danas raste kao meksički endem na otoku Soccoro u otočju Revillagigedo

## Sinonimi
- Bumelia socorrensis Brandegee